# Bisdom Biloxi
Het bisdom Biloxi (Latijn: Dioecesis Biloxiiensis) is een rooms-katholiek bisdom met als zetel Biloxi, in de Amerikaanse staat Mississippi. Het bisdom is suffragaan aan het aartsbisdom Mobile. 

## Geschiedenis
Het bisdom werd opgericht op 1 maart 1977, uit delen van het bisdom Natchez-Jackson, en was suffragaan aan het aartsbisdom New Orleans. Op 29 juli 1980 veranderde het van kerkprovincie en werd suffragaan aan het nieuw verheven aartsbisdom Mobile. 

## Parochies
Het bisdom had in 2022 een oppervlakte van 25.001 km2 en telde 831.202 inwoners waarvan 6,5% rooms-katholiek was.

## Bisschoppen
- Joseph Lawson Howze (8 maart 1977 - 15 mei 2001)
- Thomas John Rodi (15 mei 2001 - 2 april 2008)
- Roger Paul Morin (2 maart 2009 - 16 december 2016)
- Louis Frederick Kihneman (16 december 2016 - heden)

## Galerij van afbeeldingen

Wapen van het bisdom
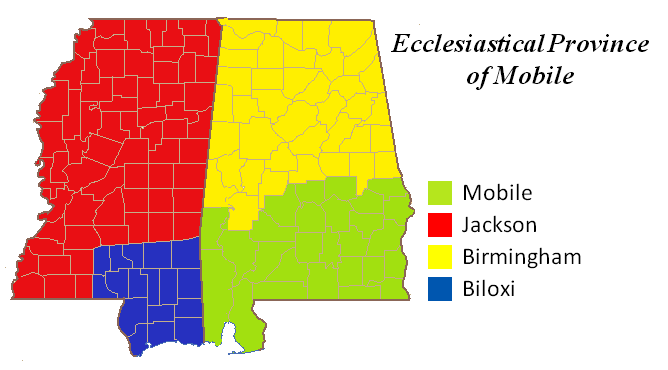
Kerkprovincie met aartsbisdom en suffragane bisdommen
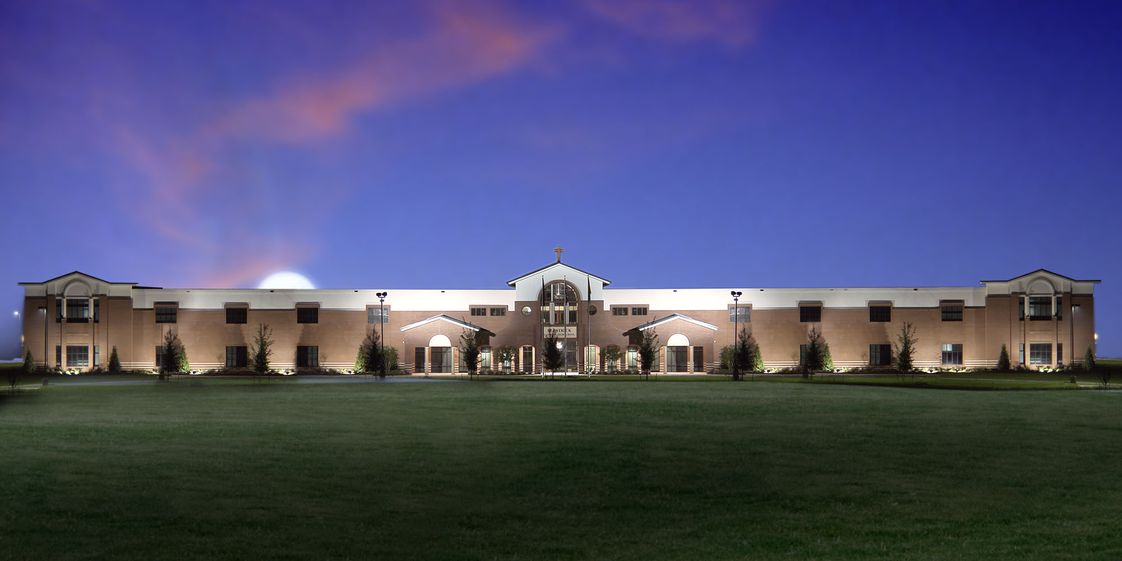
Saint Patrick Catholic High School in Biloxi

Mobile (aartsbisdom) · Biloxi · Birmingham · Jackson